# Cyriak
Cyriak Harris (Brighton, Inglaterra, 19 de septiembre de 1974) es un animador, diseñador gráfico, ilustrador y músico freelance británico, más conocido por su primer nombre Cyriak y también por su nombre de usuario en B3ta, Mutated Monty. Se le conoce por sus surrealistas y extrañas animaciones web que hacen uso frecuente del efecto Droste.

## Carrera
Es colaborador habitual del sitio web británico B3ta desde 2004 donde comenzó haciendo pequeños GIF animados.
Cyriak realizó la animación para el vídeo "Spaceology" del tercer episodio de la cuarta temporada de la comedia de situación The IT Crowd y el vídeo "Goth to Boss" del sexto episodio de la misma temporada.
En 2015 crea la cabecera de la comedia de Netflix W/ Bob & David
Durante el salón del automóvil de Ginebra de 2017 y con motivo del 60 aniversario del Fiat 500 original, se estrena un spot dirigido por él para presentar la edición limitada Forever young del utilitario actual.
Su canal de Youtube, con 78 vídeos subidos desde 2006, supera 2,6 millones de suscriptores y más de 695 millones de visualizaciones.

Colaboro con cadenas de television,bloques y empresas como Adult swim y Sumo.tv.